# Пустельна куріпка
Пустельна куріпка (Ammoperdix) — рід куріпок. Включає два види. Представники роду поширені в Південно-Східній Азії та в Єгипті.

## Опис
Куріпки завдовжки 22–25 см. Вони в основному піщано-коричневі, з хвилястими білими та коричневими смугами на боках. Самці мають сиві голови з виразним візерунком.

## Види
- Куріпка пустельна (Ammoperdix griseogularis)
- Куріпка аравійська (Ammoperdix heyi)